# 18º Gruppo caccia
Il 18º Gruppo caccia intercettori è un gruppo di volo che fa parte del 37º Stormo dell'Aeronautica Militare, la cui missione operativa è  partecipare, in concorso con le altre forze armate, alla difesa del territorio e delle acque territoriali, a salvaguardia da eventuali attacchi aerei, navali e terrestri, sotto il coordinamento del Comando forze da combattimento. È uno dei gruppi storici dell’Aeronautica militare, costituito da oltre 100 anni.
Il Gruppo ha sede sull'aeroporto di Trapani-Birgi (TP), ed è formato dalla 75ª Squadriglia caccia, 82ª Squadriglia e 83ª Squadriglia caccia.

## Storia

### Servizio operativo nel Regio Esercito
Negli ultimi mesi del 1917 la Francia chiese all'Italia di avere un contingente di bombardieri Caproni.
Il 24 dicembre 1917 il Comando supremo militare italiano costituisce il XVIII Gruppo aeroplani da bombardamento del Servizio Aeronautico all'Aeroporto di Taliedo comandato dal Capitano Renato De Riso che disponeva di 27 piloti, 12 osservatori e 17 mitraglieri, per operare sul fronte occidentale francese, formato dalla 3ª Squadriglia, 14ª Squadriglia e 15ª Squadriglia da bombardamento Caproni.
Il 9 gennaio 1918 il reparto parte per Longvic ed il 19 febbraio arriva alla Base aerea di Nancy-Ochey lasciando un deposito materiali a Longvic, con velivoli Ca.3 entrando nell'Escadre 11 con i Groupes de Bombardament 1, 2 e 7 francesi ed inquadrato nel Comando Aeronautico Gruppo Armate dell'Est.
Da febbraio al 3 aprile lancia 55.000 kg di bombe e nella notte tra il 22 e il 23 marzo sgancia 5.500 kg sulle officine di Ludwigshafen am Rhein in presenza di nebbia e forte vento.
Il 2 aprile si sposta a Villeneue vicino a Châlons-en-Champagne e il 10 giugno manda la 14ª in Italia per passare sui Caproni Ca.44.
Il 7 agosto si sposta Chermisey e il 14 ottobre manda la 15ª in Italia per passare sui Ca.600.
Il 20 ottobre torna la 14ª con 8 Ca.600 ed alla fine delle ostilità ha svolto 110 bombardamenti aerei subendo 7 morti e 15 feriti.
Decorazioni francesi: 4 Legion d'Onore, 2 Medaglie militari, 10 Citazioni all'ordine dell'armata, 40 Medaglie d'Argento e di Bronzo.
Venne sciolto il 4 febbraio 1919.

### Servizio operativo nella Regia Aeronautica
Fu ricostituito come 18º Gruppo Caccia Terrestre dalla Regia Aeronautica, all'Aeroporto di Bresso nel giugno 1931 con i Fiat C.R.20 bis della 83ª Squadriglia e 85ª Squadriglia. Nel 1935 fu dotato dei caccia C.R.32.
Nel 1939 esso transitò dal 3º Stormo al 56º Stormo C.T. e riconfigurò la propria linea di volo con 26 nuovi caccia, i Fiat C.R.42, su cui furono applicate nuove insegne raffiguranti tre frecce bianche con la scritta "ocio che te copo...!", emblema che tuttora contraddistingue il 18º Gruppo.

#### Seconda guerra mondiale
Con la dichiarazione di guerra dell'Italia del 10 giugno 1940 il Gruppo al comando del Magg. Ferruccio Vosilla era all'Aeroporto di Novi Ligure/Aeroporto di Albenga con la 83ª Squadriglia (9 CR 42), 85ª Squadriglia (8 CR 42) e 95ª Squadriglia (8 CR 42) nel 3º Stormo Caccia Terrestre ed effettuò azioni sulla Francia fino all'armistizio del 24 giugno. 
Il 15 giugno nell'ambito della Battaglia delle Alpi Occidentali si scontrano con la caccia francese abbattendo 3 velivoli nemici e perdendo 2 C.R.
Il 20 ottobre il 18º Gruppo, che costituì insieme ad altre Unità il Corpo Aereo Italiano (CAI), fu rischierato a Maldegem con 50 CR 42 (83ª, 85ª e 95ª Squadriglia) per fornire un contributo italiano alla Battaglia d'Inghilterra. Il Gruppo nonostante le difficoltà riscontrate per la differenza di prestazioni e di armamento dei C.R.42 rispetto a Hurricane e Spitfire e le severe condizioni climatiche di quel periodo, conseguì soddisfacenti risultati tenuto conto del riguardevole numero di scontri vincenti a fronte delle limitate perdite subite abbattendo 3 Hurricane.
Dal 10 gennaio seguente fu disposto il rientro del CAI in Italia con destinazione Aeroporto di Pisa-San Giusto per il 18º Gruppo. Dopo un periodo di riposo per il personale e la revisione dei velivoli che furono predisposti per operare sul territorio africano, il Gruppo fu incaricato di trasferire 30 C.R. 42 dall'Aeroporto di Torino-Mirafiori, dopo uno scalo a Trapani Milo, all'aeroporto di Castel Benito (Aeroporto di Tripoli) per riequipaggiare alcune unità operanti in Africa settentrionale italiana.
Il Gruppo iniziò la campagna di Libia a fine gennaio 1941 svolgendo missioni di protezione, scorta e sorveglianza del traffico navale militare e mercantile.
Agli inizi di agosto il 18º Gruppo rientrò a Torino Caselle per un ciclo di addestramento sul Macchi M.C.200, propedeutico all'impiego del velivolo nella campagna di Grecia che il Gruppo iniziò nella seconda decade di dicembre sull'aeroporto di Araxos vicino a Larissos, conducendo missioni di difesa aerea e scorta ai convogli marittimi.
La permanenza sul territorio greco terminò alla fine dell'aprile 1942 con il rientro del 18º a Caselle ove iniziò un nuovo addestramento al bombardamento in picchiata. Nel frattempo, il Gruppo tornò, assieme al 23º Gruppo caccia sotto il comando del 3º Stormo, e si posizionò verso la fine di luglio sull'aeroporto di Abu Haggag od Aeroporto militare di Sidi Haneish (376 km ad ovest-nord-ovest dal Cairo), nel Nord Africa, da dove iniziò con 50 MC 200 modificati in caccia-bombardieri missioni di attacchi al suolo scortati in volo dai collegi del 23º Gruppo. Con l'avvicinarsi dell'autunno, la spinta offensiva dell'asse italo-tedesco cominciò ad esaurirsi; ad ottobre i piloti del 18º e quelli del 23º iniziarono la transizione sul Macchi M.C.202 venendo reimpiegati nel ruolo originario di caccia terrestre.
L'offensiva britannica cominciò ad esercitare una sempre maggiore pressione e la controffensiva italo-tedesca di fine ottobre venne presto ridimensionata dalla preponderante capacità offensiva degli avversari che determinarono il ripiegamento delle forze dell'Asse verso la Tunisia (ad El Hamma che rimane a 30 km ad ovest di Gabès). Nel corso della ritirata il 3º Stormo operò da più aeroporti in azioni di copertura. Le azioni si prolungarono fino al marzo 1943 tra grandi difficoltà dalle quali il 30 di quel mese, iniziò il rientro del 18º Gruppo in Italia.
Dopo un periodo di riposo il 3º Stormo fu dislocato a Ciampino Sud verso la fine di giugno per la difesa di Roma poi, dopo due settimane, fu decentrato sui due aeroporti di Cerveteri (Aeroporto di Furbara e Palidoro). Gli attacchi delle forze alleate iniziarono il 19 luglio con soverchianti formazioni di bombardieri protetti da una consistente presenza di caccia, ma i piloti del 18º difesero con grande energia, valore e sacrificio i cieli laziali, campani e umbri. Pur se agli inizi di agosto entrarono in linea i prima Macchi M.C.205, un caccia dalle brillanti prestazioni particolarmente adatto a contrastare le forze nemiche, la disparità del numero degli aerei nei cieli delle battaglie non consentì di attenuare la schiacciante superiorità aerea avversaria.
Con l'arrivo dell'armistizio dell'8 settembre, quando era a Cerveteri con l'83º (2 MC 205, 2 MC 202), 85º (4 MC 202) e 95ª Squadriglia (3 MC 202),
terminò il 13 settembre 1943 il ciclo operativo del 18º Gruppo.

### Servizio Operativo nell'Aeronautica Militare

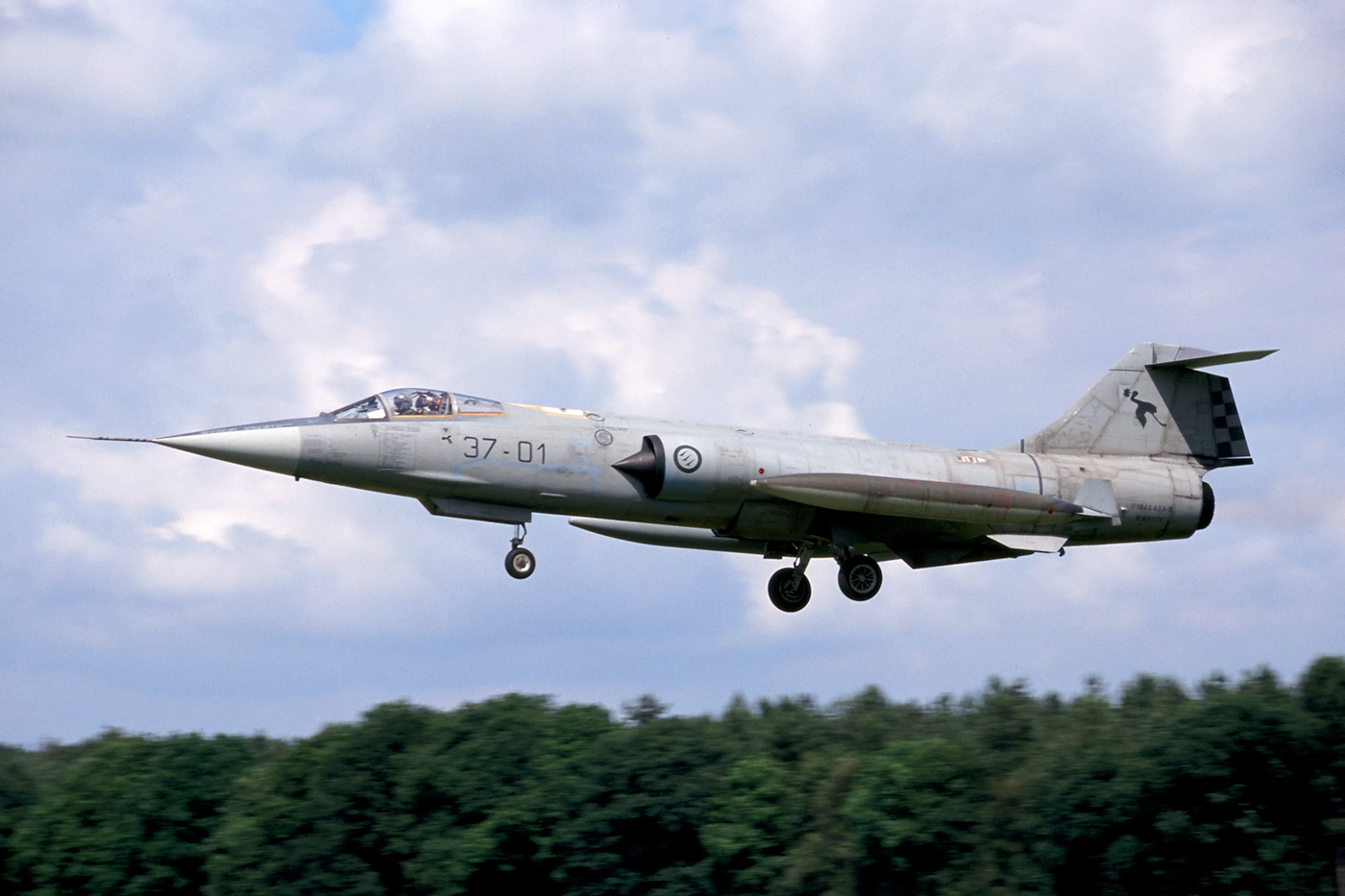
Un F-104 del 18° nel 2002

Nel dopoguerra l'Aeronautica Militare il 1º gennaio 1956, all'Aeroporto di Verona-Villafranca, ricostituì il 18º Gruppo Ricognitori Tattici, nel 3º Stormo Ricognizione Tattica volo con gli RF-84F Thunderflash, versione fotografica potenziata e migliorata del precedente velivolo.
Nel 1967 fu ridefinito Gruppo Caccia Ricognitori e operò sino al 29 agosto 1973 con velivoli RF 84 F. Infatti, con la graduale assegnazione all'Aerobrigata dei supersonici F-104G dotati dei pod fotografici Orpheus, il 18º effettuò dal 4 febbraio 1974, la transizione sul nuovo velivolo, continuando poi ad impiegarlo fino al 1º settembre 1977, data in cui il Gruppo passò in posizione quadro, a seguito di un'ulteriore ristrutturazione delle Forze Armate. Del 1983 la costituzione del Nucleo Operativo Difesa Aerea (NODA).

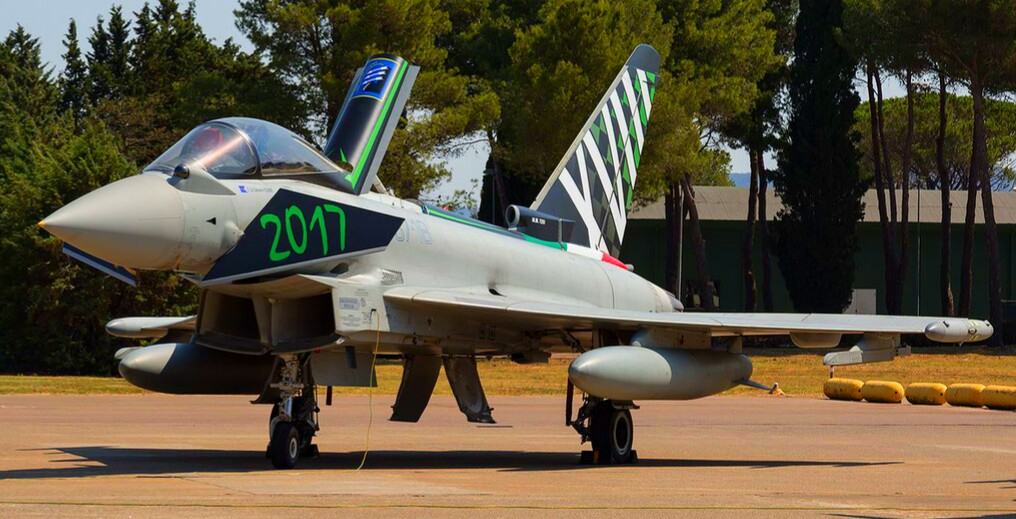
Eurofighter Typhoon in livrea speciale per i "100anni della Caccia aerea"

#### Il XVIII Gruppo Caccia
La rinascita del 18º Gruppo si realizzò nuovamente il 1º ottobre 1984 come 18º Gruppo Caccia e questa volta sotto le insegne del 37º Stormo, schierato all'aeroporto di Trapani-Birgi e impiegò gli F-104 Starfighter. Nel 1996, il 18º Gruppo iniziò a ricevere gli F 104 ASA, in configurazione Caccia Intercettore Ognitempo (CIO). Il 15 aprile 1997 in un incidente di volo un tenente pilota del 18°, Stefano Faedo, mentre era ai comandi di un F-104 ha perso la vita per un incidente di volo.
Nel 1998 fu dotato degli F 104 ASA M, prendendo parte l'anno successivo alle missioni NATO Allied Force in Kosovo.
Dal 2003, con il programma "peace caesar", il reparto ha avuto in dotazione i caccia General Dynamics F-16 Fighting Falcon (completata nel 2004) fino alla restituzione degli stessi agli Stati Uniti avvenuta a Giugno 2012, prendendo parte nel 2011 all'operazione Odyssey Dawn ed all'Operazione Unified Protector. Dal 18 ottobre 2012 il gruppo ha ricevuto i primi Eurofighter 2000.
Nel Settembre 2021 diviene comandante il Magg. Pil. Ilaria RAGONA, prima donna al Comando di un Gruppo Caccia.

## Comandanti
- Magg. Pil. Ferruccio Vosilla (1938-1942)
- Magg. Pil. Gino Lodi (1942-1943)
- T.Col. Pil. Mario Rovere (1958-1959)
- T.Col. Pil. Giuseppe Vigna (1983-1984)
- T.Col. Pil. Olinto Cecconello (1984-1986)
- T.Col. Pil. Danilo Cazzola (1986-1988)
- Magg. Pil. Massimiliano Pomiato (2012-2014)
- T.Col. Pil. Salvatore Florio (2014-2018)[8]
- T.Col. Pil. Gianluigi Colucci (gennaio 2018 - settembre 2020)[9].
- Magg. Pil. Davide Marrandino (settembre 2020 - settembre 2021)
- Magg. Pil. Ilaria Ragona (settembre 2021 - settembre 2022)
- Magg. Pil. Domenico G. (dal settembre 2022- luglio 2023)
- Magg. Pil. Michele P. (Luglio 2023- in corso)